# Гуго Шухардт
Гуго Ернст Маріо Шухардт (Hugo Ernst Mario Schuchardt; 4 лютого 1842, Гота — 21 квітня 1927, Грац) — німецький лінгвіст, фахівець з лінгвістичної компаративістики, креольських, романських і баскської мов. Засновник і головний представник «Школи слів і речей».
Вивчав класичну і романську філологію в Єні у А. Шлейхера, потім з 1861 р в Бонні у Ф. Діца. Захистив в 1864 докторську дисертацію на латині «Про вокалізми вульгарної латини», яку в переробленому вигляді опублікував в 1866 році. У цій роботі Шухардт заклав основи дослідження протороманських мов за допомогою методики лінгвістичної генеалогії, розробленої Шлейхером.
Шухардт досліджував не тільки романські, а й інші мови, особливо баскську та креольські мови (в тому числі такі жаргони Європи XIX століття, як «слов'яно-німецький», «слов'яно-італійський», вплив румунської мови на албанську і романських - на кельтські). Його дослідження на ці теми зберігаються в бібліотеці Грацького університету.